# الجيلالي مهري
الجيلالي مهري هو رجل أعمال ولد بتاريخ 15 ديسمبر 1937 بمدينة وادي سوف يعد من أكبر رجال الأعمال وأكثرهم ثراء في الجزائر، وهو أكبر شريك في مجمع مستثمري المغرب العربي والشرق الأوسط، ارتبط اسمه أكثر بشركة بيبسي كولا، وفي تطوير مجال الفندقة وإنجاز مشاريع سياحية ضخمة في الجزائر.

## مسيرة

### بداية
دخل عالم الأعمال عام 1965 وعمره لا يتجاوز 29 سنة يقول أن «الحظ كان حليفه بفضل دعوات والدته» «الضاوية» التي أطلق اسمها على المؤسسة الخيرية التي أنشأها عام 1982 وهي جمعية ذات طابع خيري تسجل وجودها في العديد من المناسبات خاصة خلال شهر رمضان وتتكفل بالمرضى والأيتام.

### الإنطلاقة
وحقق خطوة في عالم الأعمال عندما أسس مجمع المستثمرين بالمغرب العربي والشرق الأوسط ويعد أبرز مؤسسيه والمساهم الأكبر فيه وبناء على ذلك تم تكليفه لإنجاز مشاريع استثمارية في العالم أهمها إنجاز مشاريع سياحية ضخمة بالجزائر وبعث قناة فضائية جزائرية من فرنسا بعد أن أخفق في شراء القناة الفرنسية الخامسة عام 1990.
وقدم خدمات كبيرة للمستثمرين الفرنسيين بمنحهم قروضا للاستثمار في مجال الصناعة والتجارة والخدمات لكن ما ميز مسيرته ما قام به عام 1985 بإنقاذ المجمع الفرنسي «شافوتو وموري» الذي كان يملك وحدته الخاصة بالإنتاج الذي واجه مشاكل وصعوبات وعلى حافة عرض تقريره بسان بريو وسمح تدخل رجل الأعمال الجزائري بإنقاذ المؤسسة من الإفلاس بعد توفير 300 مليون فرنك فرنسي والحفاظ على 4 000 منصب عمل، وظل الجيلالي مهري ينسق مع الديوان الوطني للهجرة فيما يتعلق بترحيل المهاجرين إلى بلدانهم الأصلية.

### التجربة السياسية
كانت له تجربة سياسية بترشحه في قائمة حرة حيث انتخب نائبا مستقلا في البرلمان عن ولاية الوادي خلال عهدة 1997 و2002. ورفض تكرار التجربة "لانشغاله بإنجاز 36 فندقا بالجزائر والذي سيخلق 5 000 منصب عمل.

## الحياة العائلية
متزوج وأب لستة أطفال

## وصلات
مقال حول مشروع بناء 36 فندق 